# 苏萨梅尔
苏萨梅尔（俄语：Суусамыр）是吉尔吉斯斯坦楚河州加依勒区下辖的一个村。根据2009年吉尔吉斯共和国人口普查，全村人口为2,674人。